# Cássio Ramos (ator)
Cássio Ramos Vidal (Rio de Janeiro, 08 de setembro de 1998), é um ator brasileiro. Ficou conhecido nacionalmente ao interpretar o personagem Vavá na telenovela Caminhos do Coração.

## Filmografia

### Televisão
| Ano  | Titulo              | Personagem              | Notas                           |
| ---- | ------------------- | ----------------------- | ------------------------------- |
| 2004 | Senhora do Destino  | Plínio (criança)        | Episódios: "28–30 de junho"     |
| 2006 | Carga Pesada        | Lucas                   | Episódio: "Reencontro às Cegas" |
| 2006 | Cobras & Lagartos   | Cliente de Foguinho     | Episódio: "26 de abril"         |
| 2006 | Bicho do Mato       | Cajuru Guaporá          |                                 |
| 2007 | Caminhos do Coração | Valfredo Pachola (Vavá) |                                 |
| 2008 | Os Mutantes         | Valfredo Pachola (Vavá) |                                 |
| 2009 | Promessas de Amor   | Valfredo Pachola (Vavá) |                                 |
| 2010 | Louca Família       | Joaquim Silva (Doca)    | Temporada 2                     |
| 2011 | Sansão e Dalila     | Alexis                  |                                 |
| 2012 | Rebelde             | Lucas                   |                                 |
| 2014 | Vitória             | Pablo Rodriguez         |                                 |
| 2021 | Gênesis             | Betuel                  |                                 |
| 2022 | Reis                | Absalão                 |                                 |